# Route nationale 273
Pour les articles homonymes, voir Route 273.
La route nationale 273, ou RN273, est une route nationale française située dans le Doubs et contourne la commune de Besançon au sud-ouest, et prolonge la RN1057. À partir du quartier de Planoise, la route prend le nom de Boulevard ouest.

## Route Nationale 57
Avec la construction de la voie des Mercureaux, La RN57 contourne Besançon, ce qui fait qu'elle passe maintenant sur la RN273 et la RN 1057

## Caractéristiques
La route nationale 273 mesure aujourd'hui plus de 3 km, et passe dans les villages et quartiers suivants:
- Beure
- Velotte
- Vallières
- Planoise